# Kapela sv. Petra u Bosanskom Petrovcu
Kapela sv. Petra, rimokatolička kapela u Bosanskom Petrovcu

## Povijest
Podignuta je za potrebe vjernika, jer je staru katoličku crkvu srušila jugoslavenska komunistička vlast, zemljište nacionalizirala a na tom zemljištu niknuli su drugi objekti. Izgradnji je prethodila akcija čišćenja zapuštenoga katoličkog groblja. Akciju je inicirala župa Drvar – Bosanski Petrovac, a na poticaj pojedinih građana muslimanske i pravoslavne vjeroispovijesti.  akciju čišćenja zapuštenoga katoličkog groblja u tom gradu. Izveli su ju 16. svibnja 2015. skupina mladih iz drvarske župe i skupina domaćih muslimana iz Petrovca, a načelnik općine Zlatko Hujić priskrbio je sudionicima sav potreban alat i strojeve za čišćenje.
2016. godine uređeno je i ograđeno zapušteno i devastirano katoličko groblje te na njemu slavljena prva sveta misa nakon 75 godina. 2017. godine, 75 godina otkako je srušena, katolička crkva će se graditi u Bosanskom Petrovcu. Dogovoreno je prigodom posjeta u svibnju 2017. banjolučkog biskupa Franje Komarice načelniku općine Bosanski Petrovac Zlatku Hujiću. Tema razgovora bili su izgradnja manje crkve na katoličkom groblju u Petrovcu te uređenje devastiranoga katoličkog groblja u Krnjeuši, na kojem se od 2015. održava komemoracija za 250 župljana i župnika don Krešimira Barišića koji su ubijeni u pokolju 9. i 10. kolovoza 1941. godine. Predloženo je i podizanje spomen-križa u čast 125. obljetnice osnutka ugasle župe. Danas na području petrovačke općine živi samo desetak katolika, dok je prije Drugog svjetskog rata bilo više od 1500, koji su pohodili crkve u Petrovcu, Krnjeuši i Oštrelju, a živjeli su u naseljima: Krnjeuša, Zelinivac, Vrtoče, Vođenica, Suvaja, Kolunić, Drinić, Oštrelj, te u samom gradu Bosanskom Petrovcu.
Sredinom kolovoza 2018. godine Općina Bosanski Petrovac izdala je Župi Drvar urbanističku suglasnost za izgradnju katoličke kapele sv. Petra na katoličkom groblju u Bos. Petrovcu, na lokaciji preko puta Partizanskog groblja. Izabrano je za mjesto gradnje drevno katoličko groblje Sv. Josipa otvoreno 1903. godine jer na na jedinom preostalom crkvenom zemljištu u gradu, a zemljište na kojem se nalazila porušena crkva sv. Petra nakon II. svjetskog rata oduzeto i nacionalizirano - i poslije su na njemu izgrađeni drugi objekti. Kapela se gradila po idejnoj zamisli projektanta Isaka Medića iz Sarajeva i radovi su počeli jeseni 2018. godine. 2019. godine kapela je dovršena i blagoslovljena. 20. listopada 2018. godine biskup banjalučki Franjo Komarica blagoslovio je gradilište nove kapele sv. Petra. Potpisana je povelja o izgradnji i položen kamen temeljac. Kapelica je po planu trebala biti gotova do kraja lipnja 2019. godine. Komarica je na katoličkom groblju u Ulici Ibrahimpašića predvodio misno slavlje uz asistenciju Davora Klečine i Bone Tomića, drvarskoga i bihaćkog župnika.